# 西塔普尔
西塔普尔（Sitapur），是印度北方邦Sitapur县的一个城镇。总人口151827（2001年）。它位于Sarayan河畔，位于勒克瑙和 Shahjahanpur 之间，通过 24 号国道与州首府勒克瑙相连。在管理辖区内，有19个街区、2个议会选区（Sitapur、Mishrikh （SC））和 9 个议会选区（sewta、Biswan、Mahmoodabad、Sidhauli （SC）、Laharpur、Sitapur、Hargaon （SC）、Mishrikh 和 Maholi）。该区总面积为 5743 平方公里。

## 人口
该地2001年总人口151827人，其中男性79682人，女性72145人；0—6岁人口17946人，其中男9706人，女8240人；识字率67.73%，其中男性为72.25%，女性为62.74%。